# ゼロ ユニバース
「ゼロ ユニバース」は、日本のシンガーソングライター山本彩の楽曲。2020年10月28日にユニバーサルシグマ（ユニバーサルミュージック）から4枚目のシングルとしてリリースされた。

## メディアでの使用
ゼロ ユニバース
テレビ東京ドラマ24『あのコの夢を見たんです。』エンディング曲。
愛なんていらない
モスバーガー「がんばるあのひと」編 CMソング。
against
日本生命「ニッセイ青春エールプロジェクト」テーマソング。

## 収録曲

### FC限定盤
| 全作詞・作曲: 山本彩。 |                                     |           |            |                        |      |
| #                      | タイトル                            | 作詞      | 作曲・編曲 | 編曲                   | 時間 |
| 1.                     | 「ゼロ ユニバース」                 | 山本彩    | 山本彩     | 立崎優介、田中ユウスケ | 4:29 |
| 2.                     | 「愛なんていらない」                | 山本彩    | 山本彩     | 小名川高弘             | 4:03 |
| 3.                     | 「ゼロ ユニバース (instrumental)」  | 山本彩    | 山本彩     | 立崎優介、田中ユウスケ | 4:29 |
| 4.                     | 「愛なんていらない (instrumental)」 | 山本彩    | 山本彩     | 小名川高弘             | 4:03 |
| 合計時間:              | 合計時間:                           | 合計時間: | 17:04      |                        |      |

| #  | タイトル                                                                       | 作詞 | 作曲・編曲 | 監督 |
| -- | ------------------------------------------------------------------------------ | ---- | ---------- | ---- |
| 1. | 「バースデーイベント「Sayaka Yamamoto Celebration 2020」番外編映像」           |      |            |      |
| 2. | 「バースデーイベント「Sayaka Yamamoto Celebration 2020」ドキュメントムービー」 |      |            |      |

### 初回限定盤
| 全作詞・作曲: 山本彩。 |                                     |           |            |                        |      |
| #                      | タイトル                            | 作詞      | 作曲・編曲 | 編曲                   | 時間 |
| 1.                     | 「ゼロ ユニバース」                 | 山本彩    | 山本彩     | 立崎優介、田中ユウスケ | 4:29 |
| 2.                     | 「愛なんていらない」                | 山本彩    | 山本彩     | 小名川高弘             | 4:03 |
| 3.                     | 「ゼロ ユニバース (instrumental)」  | 山本彩    | 山本彩     | 立崎優介、田中ユウスケ | 4:29 |
| 4.                     | 「愛なんていらない (instrumental)」 | 山本彩    | 山本彩     | 小名川高弘             | 4:03 |
| 合計時間:              | 合計時間:                           | 合計時間: | 17:04      |                        |      |

| #  | タイトル                        | 作詞 | 作曲・編曲 | 監督 |
| -- | ------------------------------- | ---- | ---------- | ---- |
| 1. | 「ゼロ ユニバース Music Video」 |      |            |      |
| 2. | 「メイキングムービー」          |      |            |      |

### 通常盤
| 全作詞・作曲: 山本彩。 |                                     |           |            |                        |      |
| #                      | タイトル                            | 作詞      | 作曲・編曲 | 編曲                   | 時間 |
| 1.                     | 「ゼロ ユニバース」                 | 山本彩    | 山本彩     | 立崎優介、田中ユウスケ | 4:29 |
| 2.                     | 「愛なんていらない」                | 山本彩    | 山本彩     | 小名川高弘             | 4:03 |
| 3.                     | 「against」                         | 山本彩    | 山本彩     | 小名川高弘             | 3:49 |
| 4.                     | 「ゼロ ユニバース (instrumental)」  | 山本彩    | 山本彩     | 立崎優介、田中ユウスケ | 4:29 |
| 5.                     | 「愛なんていらない (instrumental)」 | 山本彩    | 山本彩     | 小名川高弘             | 4:03 |
| 6.                     | 「against (instrumental)」          | 山本彩    | 山本彩     | 小名川高弘             | 3:47 |
| 合計時間:              | 合計時間:                           | 合計時間: | 24:40      |                        |      |